# Rhynchomitra microrhina
Rhynchomitra microrhina är en insektsart som först beskrevs av Walker 1851.  Rhynchomitra microrhina ingår i släktet Rhynchomitra och familjen Dictyopharidae. Inga underarter finns listade i Catalogue of Life.